# (620) Drakonia
(620) Drakonia – planetoida z grupy pasa głównego asteroid okrążająca Słońce w ciągu 3 lat i 293 dni w średniej odległości 2,44 j.a. Została odkryta 26 października 1906 roku w Taunton (Massachusetts) przez Joela Metcalfa. Nazwa planetoidy pochodzi od Drake University w stanie Iowa (Stany Zjednoczone). Przed jej nadaniem planetoida nosiła oznaczenie tymczasowe (620) 1906 WE.